# Daigo

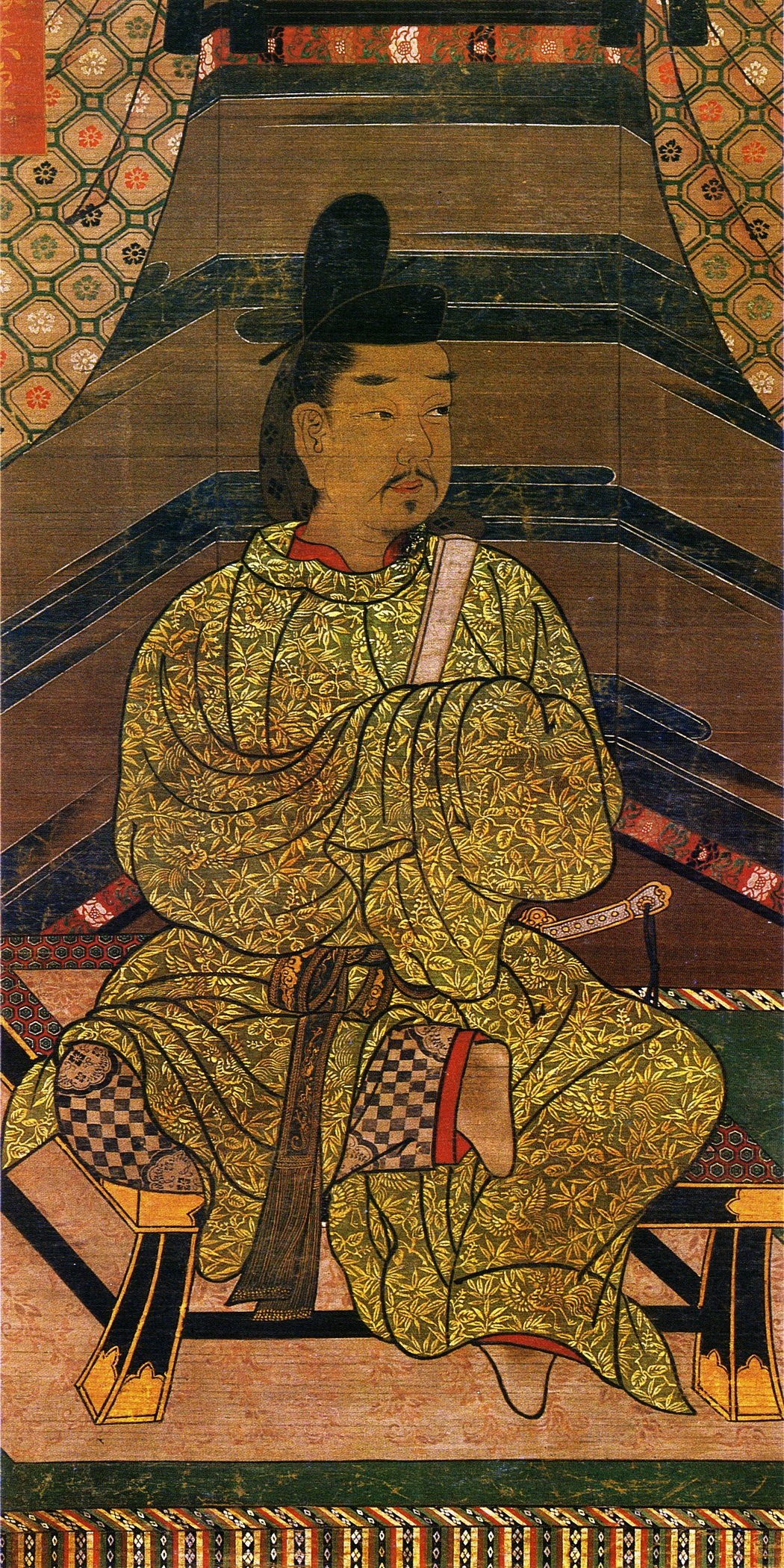
Daigo

Daigo (jap. 醍醐天皇, sinngemäß „das Allerfeinste“ Daigo-tennō; * 6. Februar 885; † 23. Oktober 930) war der 60. Tennō von Japan (897–930). Er war der erste Sohn des Uda-tennō.
Seine Inthronisation erfolgte 897/7/13 (japanischer Kalender, d. i. am 14. Aug.), zwei Tage nachdem sein Vater Uda abgedankt hatte.
Wie sein Vater versuchte Daigo ohne einen Fujiwara-Regenten zu regieren, aber Rivalität zwischen seinem wichtigsten Minister, Fujiwara no Tokihira (藤原 時平; 871–909) und Sugawara no Michizane führte im Gegenteil zu einer Wiedererstarkung der Fujiwara. Während seiner Regierungszeit wurde zum letzten Mal das Ritsuryō-System wieder belebt, so dass spätere Generationen die Engi-Ära (延喜; 901–923) als goldenes Zeitalter von Regierung und Kultur ansahen.
Daigos Versuch mit der Engi-Reform im Jahr 902 die zentrale Kontrolle zu stärken und die Macht der privaten Besitzungen (荘園, Shōen) zurückzudrängen, waren allerdings nicht sehr erfolgreich. Das Engi-shiki (延喜式), das Geschichtswerk „Nihon Sandai Jitsuroku“ (日本三代実録) und die Gedichts-Anthologie „Kokinshū“ wurden während Daigos Regierungszeit fertiggestellt.
Seine Hauptfrau (中宮) war Fujiwara no Onshi (藤原穏子) – Tochter des Kampaku Fujiwara no Mototsune. Sie übte auch während der Regierung ihrer Söhne (Suzaku und Murakami) als Kaiserinmutter großen Einfluss aus.
Insgesamt hatte Daigo 33 Jahre regiert, als er 45-jährig starb. Die beiden älteren Kronprinzen Yasuaki und Yoshiori waren dagegen jung verstorben. Man glaubte, sie seien dem Rachegeist (urami) des Sugawara no Michizane zum Opfer gefallen, der im Jahr 901 beim Kaiser in Ungnade gefallen war. Daigo selbst dankte nur eine Woche vor seinem Tode zugunsten seines Sohnes, Prinz Hiroakira ab. Dieser nahm als Tennō den Namen Suzaku an. Da er minderjährig war, wurde die Macht vom Regenten (sesshō) Fujiwara no Tadahira ausgeübt. Auch der spätere Kaiser Murakami war ein leiblicher Sohn Daigos.
Ab 904 förderte Daigo den Ausbau des Daigo-ji in einem Vorort von Kyōto, dessen Yakushi-Halle 907 vollendet wurde. Die Mönche dieses Tempels wurden dann auch 934 beauftragt, die Riten zu seiner Beerdigung durchzuführen.